# Kirche der Heiligen Kaiserlichen Märtyrer
Kirche der Heiligen Kaiserlichen Märtyrer (russisch Храм Святых Царственных Страстотерпцев / Chram Swjatych Zarstwennych Strastoterpzew, wiss. Transliteration Chram Svjatych Carstvennych Strastoterpcev) ist eine orthodoxe Kirche, die zu Ehren von Zar Nikolaus II. und seiner Familie geweiht wurde, die von der Russisch-Orthodoxen Kirche heiliggesprochen wurde.
In Moskau sind Kirchen und Gemeinden dieses Namens Teil eines im April 2011 von der Russisch-Orthodoxen Kirche und der Moskauer Stadtregierung beschlossenen Programms, bei dem der Bau von insgesamt 200 neuen Kirchen in sämtlichen Moskauer Stadtteilen geplant ist. Bis Dezember 2021 wurden 78 dieser geplanten Kirchen errichtet. Zusätzlich gibt es Kirchen dieses Namens in weiteren russischen Städten sowie außerhalb Russlands. Die Gemeinde der Heiligen Kaiserlichen Märtyrer in Bremen beispielsweise gehört zur Berliner Diözese der Russisch-Orthodoxen Kirche des Moskauer Patriarchats.

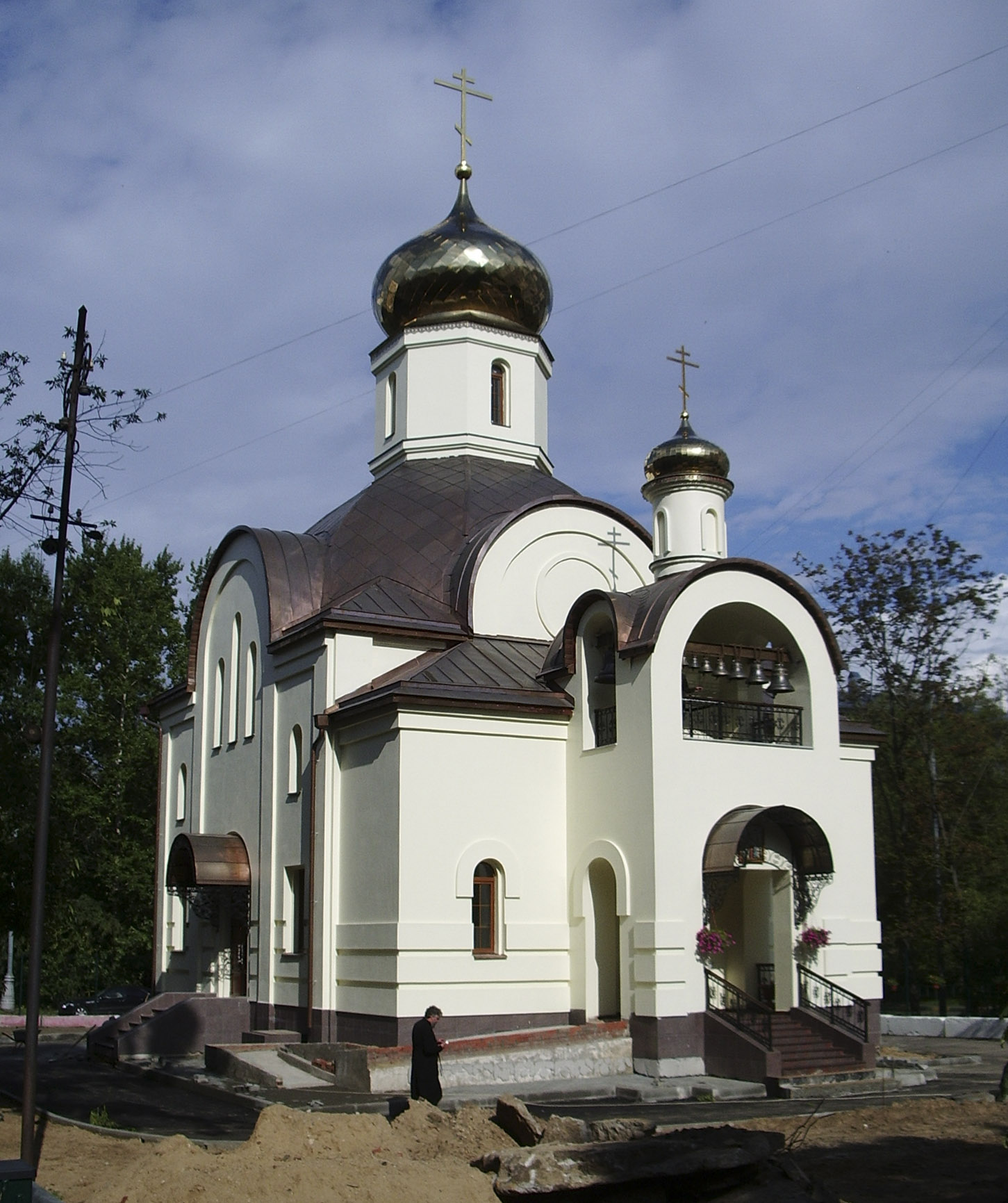
Kirche der Heiligen Kaiserlichen Märtyrer in Moskau

## Liste (Auswahl)
Russland:
- Kirche der Heiligen Kaiserlichen Märtyrer (St. Petersburg)
- Kirche der Heiligen Kaiserlichen Märtyrer (Ischewsk)
- Kirche der Heiligen Kaiserlichen Märtyrer (Siedlung Krasny Sad, Oblast Rostow)
- Kirche der Heiligen Kaiserlichen Märtyrer (Kursk)
- Kirche der Heiligen Kaiserlichen Märtyrer (Moskau)
- Kirche der Heiligen Kaiserlichen Märtyrer (Perm)

weitere:
- Gemeinde der Heiligen Kaiserlichen Märtyrer (Bremen)